# Шизотипическое расстройство
Шизотипи́ческое расстройство (иногда неправильно говорят шизотипи́чное или шизотипа́льное расстройство) — расстройство, характеризующееся чудаковатым поведением, аномалиями мышления и эмоций, не подходящее по диагностическим критериям для диагноза шизофрения ни на одной стадии развития: нет всех необходимых симптомов или они слабо выражены, стёрты. Симптомы могут включать странное или эксцентричное поведение, склонность к социальной изоляции, холодность или неадекватность эмоциональных реакций, параноидные идеи (не достигающие уровня выраженного бреда), болезненные навязчивости, также могут быть редкие преходящие квазипсихотические эпизоды иллюзий или галлюцинаций.
Термин «шизотипический» ввел Ш. Радо, как сокращение от «шизофренический фенотип». Некоторые учёные из стран СНГ рассматривают шизотипическое расстройство как «вялотекущую шизофрению» — термин, никогда не использовавшийся в западной психиатрии и отсутствующий в международной версии МКБ-10, МКБ-11 и в DSM-5. Термин упоминается только в адаптированной для использования в Российской Федерации версии МКБ-10: «В рубрику F21 включаются формы, которые в отечественной версии МКБ-9 квалифицировались как малопрогредиентная или вялотекущая шизофрения». Психиатры в странах СНГ зачастую рассматривают в рамках шизотипического расстройства пограничную симптоматику: к примеру, в книге А. Б. Смулевича «Малопрогредиентная шизофрения и пограничные состояния» к малопрогредиентной шизофрении (синоним вялотекущей шизофрении) отнесён ряд невротических, астенических и психопатических состояний[нужен вторичный источник].

## История
Главным предшественником этой единицы является концепция «латентной шизофрении» Эйгена Блейлера, который здесь описывал пациентов с мягкими симптомами шизофрении, не обнаруживавших тенденцию к классически ослабоумливающему течению в описаниях Крепелина. Эти состояния получали в последующем различные обозначения — амбулаторная, пограничная, неврозо- и психопатоподобная, вялотекущая шизофрения. Понятие «шизотипическое расстройство» постепенно эволюционировало:
- латентная шизофрения[5];
- мягкая шизофрения[6];
- непсихотическая шизофрения[7];
- санаторная шизофрения[8];
- оккультная шизофрения[9];
- псевдоневротическая шизофрения[10];
- медленно текущая шизофрения[11];
- ларвированная шизофрения[12];
- вялопротекающая шизофрения[13][14][15];
- несостоявшаяся шизофрения[16];
- продромальная шизофрения[17];
- малопрогредиентная шизофрения[18];
- шизотипическое расстройство (МКБ-10/11 и DSM-III/IV/5).

В американской классификации (в «Диагностическом и статистическом руководстве по психическим расстройствам») шизотипическое расстройство впервые появилось в 3-м издании руководства — DSM-III (1980). Начиная с этого издания были исключены «латентная», «пограничная» (англ. borderline) или простая шизофрения. Для этих случаев было предложено использовать диагноз шизотипическое расстройство личности. Термин «шизотипический» введён Шандором Радо, и происходит от сокращения «шизофренический фенотип», что связано с предположением, что это характерологический фенотипический вариант шизофренного генотипа. В DSM шизотипическое расстройство относится к оси II — расстройства личности и считается патологией характера, а не психической болезнью в строгом смысле этого слова. Описывается, что данное расстройство характеризуется «различными странностями мышления, восприятия, речи и поведения недостаточной степени тяжести, чтобы отвечать критериям шизофрении».
В международной классификации болезней 9-го пересмотра (МКБ-9) была рубрика 295.5 — «латентная (вялотекущая, малопрогредиентная) шизофрения». В МКБ-10 вялотекущая была упразднена, но появился её эквивалент — шизотипическое расстройство (F21). При этом в МКБ-10, адаптированной для использования в Российской Федерации, возможно указание подтипа шизотипического расстройства четвёртым знаком, например F21.1 — латентной шизофрении, F21.3 — псевдоневротической (неврозоподобной) шизофрении, F21.8 — шизотипического расстройства личности и других.

## Эпидемиология
Расстройство встречается примерно у 3 % популяции, немного чаще у мужчин. Среди пациентов психиатрических стационаров — примерно 4,1 %. Больные шизотипическим расстройством часто встречаются среди близких родственников больных шизофренией.
В России и других постсоветских странах данное расстройство, как и другие расстройства шизофренического спектра, является гипердиагностируемым.

## Диагностические критерии

### Международная классификация болезней — 10
Согласно официально используемому в России международному классификатору болезней МКБ-10, шизотипическое расстройство характеризуется чудаковатым поведением, аномалиями мышления и эмоций, которые напоминают наблюдаемые при шизофрении, но ни на одной стадии развития характерные для шизофрении нарушения не наблюдаются; нет какой-либо превалирующей или типичной для шизофрении симптоматики. Как указывается в МКБ-10, для диагностирования шизотипического расстройства должны наблюдаться на протяжении более чем 2 последних лет не менее 4 из следующих признаков:

1. неадекватный или сдержанный аффект, больные выглядят эмоционально холодными и отрешёнными;
2. поведение или внешний вид — чудаковатые, эксцентричные или странные;
3. плохой контакт с другими, с тенденцией к социальной отгороженности;
4. странные убеждения или магическое мышление, влияющие на поведение и несовместимые с субкультуральными нормами;
5. подозрительность или параноидные идеи;
6. навязчивые размышления без внутреннего сопротивления, часто с дисморфофобическим, сексуальным или агрессивным содержанием;
7. необычные феномены восприятия, включая соматосенсорные (телесные) или другие иллюзии, деперсонализация или дереализация;
8. аморфное, обстоятельное, метафорическое, гипердетализированное или стереотипное мышление, проявляющееся странной, вычурной речью или другим образом, без выраженной разорванности;
9. эпизодические транзиторные квазипсихотические эпизоды с иллюзиями, слуховыми или другими галлюцинациями, бредоподобными идеями, возникающие, как правило, без внешней провокации.— Международная классификация болезней Десятого пересмотра

Состояние не должно отвечать общим критериям для F20 (шизофрения).
В данную рубрику (F21) в российской версии МКБ-10 включаются:
- латентная шизофрения;
- латентная шизофреническая реакция;
- неврозоподобная (псевдоневротическая) шизофрения;
- психопатоподобная (псевдопсихопатическая) шизофрения;
- «бедная симптомами» шизофрения;
- предпсихотическая шизофрения;
- продромальная шизофрения;
- пограничная шизофрения;
- шизотипическое личностное расстройство.

Исключаются:
- ипохондрическая шизофрения (F20.81xx);
- сенестопатическая шизофрения (F20.82xx);
- шизоидное личностное расстройство (F60.1);
- паранойяльная шизофрения с сензитивным бредом отношения (F22.03).
- паранойяльная шизофрения (F22.82);
- синдром Аспергера (F84.5).

#### Дифференциальная диагностика
МКБ-10 не рекомендует широкое использование диагноза шизотипического расстройства (рубрик F21.1 и F21.2) из-за трудностей разграничения с другими заболеваниями — прежде всего простой формой шизофрении, шизоидным расстройством личности, параноидным расстройством личности.
В частности, шизоидное расстройство личности отличается от шизотипического расстройства количественно меньшей выраженностью странностей в поведении и мышлении. Дифференциальную диагностику необходимо проводить и с бредовыми расстройствами паранойяльного спектра, в том числе — паранойяльной шизофренией с сенситивным бредом отношений (F22.03) и паранойяльной шизофренией (F22.82). Также дифференциальный диагноз необходим для разграничения с синдромом Аспергера. Ключевые отличия шизотипического расстройства личности от синдрома Аспергера заключаются в присутствии гиперлексии при последнем, являющейся противоположностью дислексии, часто сопутствующей шизотипическому расстройству личности, и чрезмерной фокусировке на узкой теме, тогда как человек с шизотипическим расстройством личности напротив, может быть не способен отфильтровать ненужную информацию. Для синдрома Аспергера характерен недостаточный анализ намерений других людей, в отличие от постоянного поиска причинно-следственных связей и осмысливания случайных событий, характерных для людей с шизотипическим расстройством личности.
Наряду с перечисленными выше признаками шизотипическое расстройство может проявляться стойкими обсессивно-фобическими, истерическими, деперсонализационными, психопатоподобными симптомами, поэтому его иногда трудно отличить от неврозов (обсессивно-компульсивного расстройства, диссоциативного расстройства (истерии), деперсонализационного расстройства) или расстройств личности с аналогичной симптоматикой. При шизотипическом расстройстве для псевдоневротических и псевдопсихопатических симптомов характерны инертность, однообразие, штампованность. Для достоверного диагноза шизотипического расстройства необходимо наличие дополнительных признаков в виде снижения инициативы, активности, психической продуктивности, а также эмоциональной нивелировки, парадоксальности суждений.
Как отмечал Ю. Л. Нуллер, пациентам с деперсонализацией нередко ставится ошибочный диагноз шизотипического расстройства. К этому приводят наблюдаемые у таких пациентов эмоциональная холодность, отчуждение от близких родственников, а также стремление донести до врача испытываемые при деперсонализации необычные переживания и ощущения, неспособность отыскать подходящие для этого слова в своём словарном запасе (что может быть ошибочно истолковано как резонёрство и вычурность речи). По утверждению В. Д. Менделевича, диагноз шизотипического расстройства нередко ошибочно ставится пациентам с расстройствами личности и лицам с гендерной дисфорией (транссексуализмом).

#### Подтипы расстройства
Выделяют следующие подтипы шизотипического расстройства:
- Латентная шизофрения (F21.1). Включаются предпсихотическая шизофрения и продромальная шизофрения.
- Шизофреническая реакция (F21.2).
- Псевдоневротическая (неврозоподобная) шизофрения (F21.3).
- Псевдопсихопатическая (психопатоподобная) шизофрения (F21.4). Включается пограничная шизофрения.
- «Бедная симптомами» шизофрения (F21.5).
- Шизотипическое расстройство личности (личностное расстройство) (F21.8).

Также существует подрубрика «неуточнённое шизотипическое расстройство» (F21.9), которую применяют, когда для достоверной диагностики не хватает данных. Включается шизотипическое расстройство БДУ.

### DSM
В «Диагностическом и статистическом руководстве по психическим расстройствам» 4 и 5 издания (DSM-IV-TR и DSM-5) американская психиатрическая ассоциация определяет шизотипическое расстройство личности (англ. schizotypal personality disorder) как демонстрацию пациентом «первазивной модели социального и межличностного дефицита, отмеченного острым дискомфортом и сниженной способностью к формированию близких отношений, [пациента], который испытывает когнитивное и перцептивное искажение, а также проявляет эксцентричность в поведении, начинающеюся с ранней юности и представленную в различных контекстах».
Как минимум 5 из следующих симптомов должны быть представлены:

- идеи отношения (исключая бред отношения);
- странные убеждения или магическое мышление, влияющие на поведение и несовместимые с субкультуральными нормами (например, суеверия, вера в ясновидение, телепатию или шестое чувство, у детей и подростков причудливые фантазии или занятия);
- необычный перцептивный опыт, в том числе телесные иллюзии;
- странное мышление и речь (например, расплывчатость, многословность, метафоричность, чрезмерная детализация, или стереотипность);
- подозрительность или параноидные идеи;
- неадекватный или сглаженный/уплощённый аффект;
- странное, эксцентричное или необычное поведение или внешность;
- отсутствие близких друзей или знакомых, кроме близких родственников,
- чрезмерная социальная тревожность, которая не снижается в знакомой среде и связана скорее с параноидальными страхами, чем с негативными суждениями о себе.

Оригинальный текст (англ.)
- Ideas of reference (excluding delusions of reference).
- Odd beliefs or magical thinking that influences behavior and is inconsistent with subcultural norms (e.g., superstitiousness, belief in clairvoyance, telepathy, or “sixth sense”: in children and adolescents, bizarre fantasies or preoccupations).
- Unusual perceptual experiences, including bodily illusions.
- Odd thinking and speech (e.g., vague, circumstantial, metaphorical, overelaborate, or stereotyped).
- Suspiciousness or paranoid ideation.
- Inappropriate or constricted affect.
- Behavior or appearance that is odd, eccentric, or peculiar.
- Lack of close friends or confidants other than first-degree relatives.
- Excessive social anxiety that does not diminish with familiarity and tends to be associated with paranoid fears rather than negative judgments about self.

— DSM-5
В DSM-5 шизотипическое расстройство относится к кластеру «A» личностных расстройств (вместе с параноидным и шизоидным расстройствами личности) и кодируется номерами МКБ 301.22 (F21).

#### Дифференциальная диагностика
Расстройства аутистического спектра отличаются более тяжёлым нарушением межличностных контактов, а также стереотипными интересами и поведением.
Шизоидное и параноидное расстройства личности (с наблюдаемым социальным отчуждением) отличают отсутствие странностей в поведении, эксцентричности и когнитивных или перцептивных искажений.
Социальное отчуждение и подозрительность при нарциссическом расстройстве личности связано со страхом раскрытия своего несовершенства.
Пограничное расстройство личности характеризуется манипулятивным и импульсивным поведением.
Избегающее расстройство личности отличает активное желание личностных отношений, ограниченное страхом отказа или смущения.
Шизофрения, бредовое расстройство, биполярное расстройство I или II типа с психотическими признаками, а также депрессивные расстройства с психотическими признаками отличаются от шизотипического расстройства личности периодом постоянного наличия психотических симптомов. Чтобы поставить дополнительный диагноз шизотипического расстройства личности при перечисленных болезнях, расстройство личности должно присутствовать в состоянии ремиссии и до того, как психотические симптомы возникли.

## Обсессивно-фобическая симптоматика
Обсессивно-фобическая симптоматика при шизотипическом расстройстве встречается у 40 % больных мужского пола. Главным компонентом обсессивно-фобического синдрома являются фобии (навязчивые страхи, например, социофобия — страх находиться в обществе, страх исполнения каких-либо общественных действий и т. п., нозофобия, агорафобия, мизофобия), которые обостряются в определённых ситуациях и не поддаются полному логическому объяснению. Редко встречаются изолированные фобии (ограниченные определёнными ситуациями), чаще — псевдоневротические фобии. Согласно данным А. К. Гомозовой (2010), последние объединены «фактором безопасности», который нацелен на ограждение себя или близких людей от различных опасностей.

## Лечение
Больным шизотипическим расстройством часто прописывают те же препараты, что и шизофреникам, включая традиционные нейролептики.
При преходящих субпсихотических состояниях назначают небольшие дозы нейролептиков (например, галоперидол по 2—5 мг/сут), транквилизаторов (например, диазепам по 2—10 мг/сут). Рандомизированное контролируемое испытание показало некоторую эффективность рисперидона при дозировке ≤2 мг/сут. При депрессивных состояниях назначают антидепрессанты (например, амитриптилин). Антидепрессант флуоксетин также показал эффективность при самоповреждающем поведении. Социальной адаптации способствует индивидуальная и групповая психотерапия.
Перголид, агонист дофаминовых D1 и D2-рецепторов, и гуанфацин, агонист α2A-адренорецепторов, улучшают когнитивное функционирование шизотипических пациентов.
А. В. Снежневский рекомендовал применять психостимуляторы при шизотипическом расстройстве, если в его клинической картине преобладают апатия, вялость, снижение инициативы, проблемы с сосредоточением и концентрацией внимания, а также жалобы на повышенную усталость.
Ошибкой является назначение высоких доз нейролептиков, часто приводящее к формированию вторичной негативной симптоматики.

## Прогноз
По сравнению с шизофренией прогноз более благоприятный. Полная ремиссия при шизотипическом расстройстве практически недостижима, однако возможно полное или частичное восстановление социального функционирования (в таких случаях можно рассматривать шизотипическое расстройство как вариант нормы). Социальная адаптация при шизотипическом расстройстве нестабильна. После обрыва приступов состояние стабилизируется, но выраженные личностные изменения сохраняются.
Иногда шизотипическое расстройство переходит в чёткую шизофрению, но в большинстве случаев этого не происходит.